# Peter König (Illustrator)
 Peter König  (* 11. Dezember 1959 in Zella-Mehlis) ist ein deutscher Eisenbahner und Illustrator.

## Leben
Peter König verbrachte seine Kindheit von 1959 bis 1962 in Zella-Mehlis. Dann zog er mit seinen Eltern nach Erfurt. Er machte sein Hobby zum Beruf und arbeitete von 1981 bis 1986 als Lokomotivführer beim Bahnbetriebswerk Meiningen, ab 1986 beim Bahnbetriebswerk Aue und war bis zu seinem Ruhestand bei der Dresdner Einsatzstelle Zwickau beschäftigt.
Peter Königs Vorbild war der Erfurter Lokomotivführer und Maler Hans Köhler. In zahlreichen Fachzeitschriften und Büchern sind Zeichnungen und Gemälde von Peter König publiziert worden. Von seinen 2.000 Bildern wurden zahlreiche Zeichnungen auf Postkarten und 900 in neun Büchern veröffentlicht. Seit 2012 veröffentlicht er jedes Jahr einen Jahreskalender mit jeweils 13 Zeichnungen.
Peter König ist verheiratet und hat zwei Kinder. Er lebt in Aue.

## Werke
- Eisenbahn Bilderalbum. Bad Langensalza: Verlag Rockstuhl, 2001. ISBN 3-934748-32-5
- Eisenbahn-Bilderbuch. Katalog 2005 der lieferbaren Bilder und Zeichnungen. Bad Langensalza: Verlag Rockstuhl, 2004. ISBN 3-937135-63-4
- Gemalte Eisenbahnzeitreise. Bad Langensalza: Verlag Rockstuhl, 2006. ISBN 978-3-938997-02-4
- Eisenbahn Kalender 2012: Eisenbahnbilder – Erfurt in Thüringen. Bad Langensalza: Verlag Rockstuhl, 2011. ISBN 978-3-86777-273-0
- Eisenbahn Kalender 2012: Eisenbahnbilder – Deutschland. Bad Langensalza: Verlag Rockstuhl, 2011. ISBN 978-3-86777-274-7
- Eisenbahn Kalender 2013: Eisenbahnbilder – Deutschland. Bad Langensalza: Verlag Rockstuhl, 2012. ISBN 978-3-86777-421-5
- Eisenbahn Bilder – Band 1 – Gemalte Impressionen aus Deutschland. Bad Langensalza: Verlag Rockstuhl, 2010. ISBN 978-3-86777-181-8
- Eisenbahn Bilder – Band 2 – Gemalte Impressionen aus Deutschland. Bad Langensalza: Verlag Rockstuhl, 2011. ISBN 978-3-86777-221-1
- Eisenbahn Bilder – Band 3 – Gemalte Impressionen aus Deutschland. Bad Langensalza: Verlag Rockstuhl, 2011. ISBN 978-3-86777-330-0
- Eisenbahn Bilder – Band 4 – Gemalte Impressionen aus Deutschland. Bad Langensalza: Verlag Rockstuhl, 2012. ISBN 978-3-86777-424-6
- Eisenbahn Bilder – Band 5 – Gemalte Impressionen aus Deutschland. Bad Langensalza: Verlag Rockstuhl, 2014. ISBN 978-3-86777-442-0
- Eisenbahn Bilder – Band 6 – Gemalte Impressionen aus Deutschland. Bad Langensalza: Verlag Rockstuhl, 2014. ISBN 978-3-86777-476-5
- Eisenbahn Bilder – Band 7 – Eisenbahnbilder Bahnhof Erfurt. Bad Langensalza: Verlag Rockstuhl, 2016. ISBN 978-3-95966-157-7
- Eisenbahn Bilder – Band 8 – Eisenbahnbilder Erzgebirge. Bad Langensalza: Verlag Rockstuhl, 2017. ISBN 978-3-95966-251-2
- Eisenbahn Bilder – Band 9 – Eisenbahnbilder Thüringer Wald. Bad Langensalza: Verlag Rockstuhl, 2018. ISBN 978-3-95966-288-8